# فضل‌آباد (ریگان)
فضل‌آباد (بم)، روستایی از توابع بخش مرکزی شهرستان  ریگان در استان کرمان ایران است.

## جمعیت
این روستا در دهستان ریگان قرار دارد و براساس سرشماری مرکز آمار ایران در سال ۱۳۸۵، جمعیت آن زیر سه خانوار بوده‌است.